# Aposeris
Aposeris es un género monotípico de plantas herbáceas perteneciente a la familia de las asteráceas. Su única especie: Aposeris foetida Less., es originaria de los bosques secos en los Alpes.

## Descripción
Son plantas herbáceas perennifolias. Con varios tallos sencillos. Las hojas son todas basales y pinnadas. Con la inflorescencia en forma de cabezuela solitaria. Brácteas involucrales en una fila. Receptáculo plano, sin escalas. Lígulas de color amarillo y aquenios obovoides, 5-angulosos, con vilano ausente.

## Galería

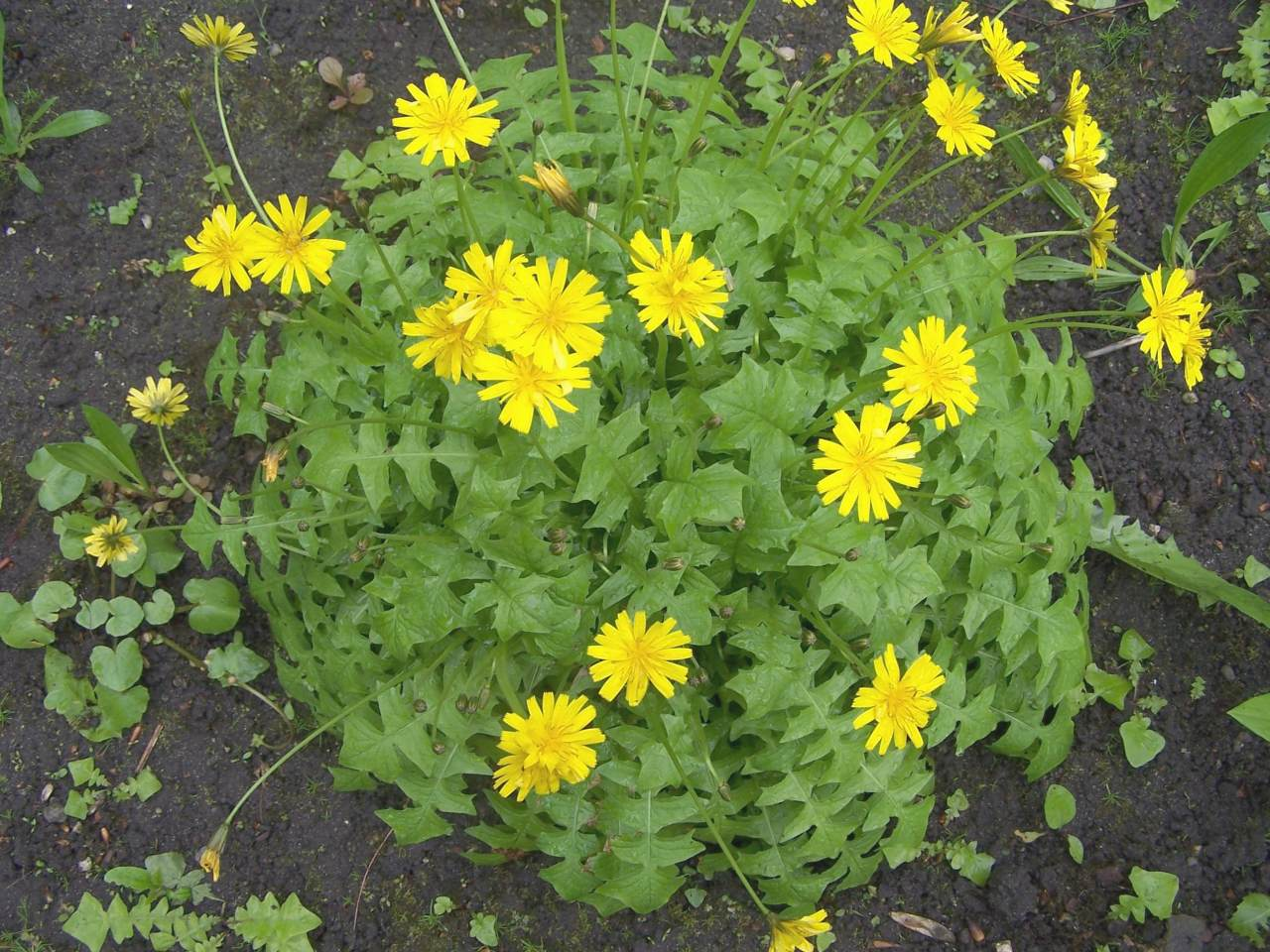
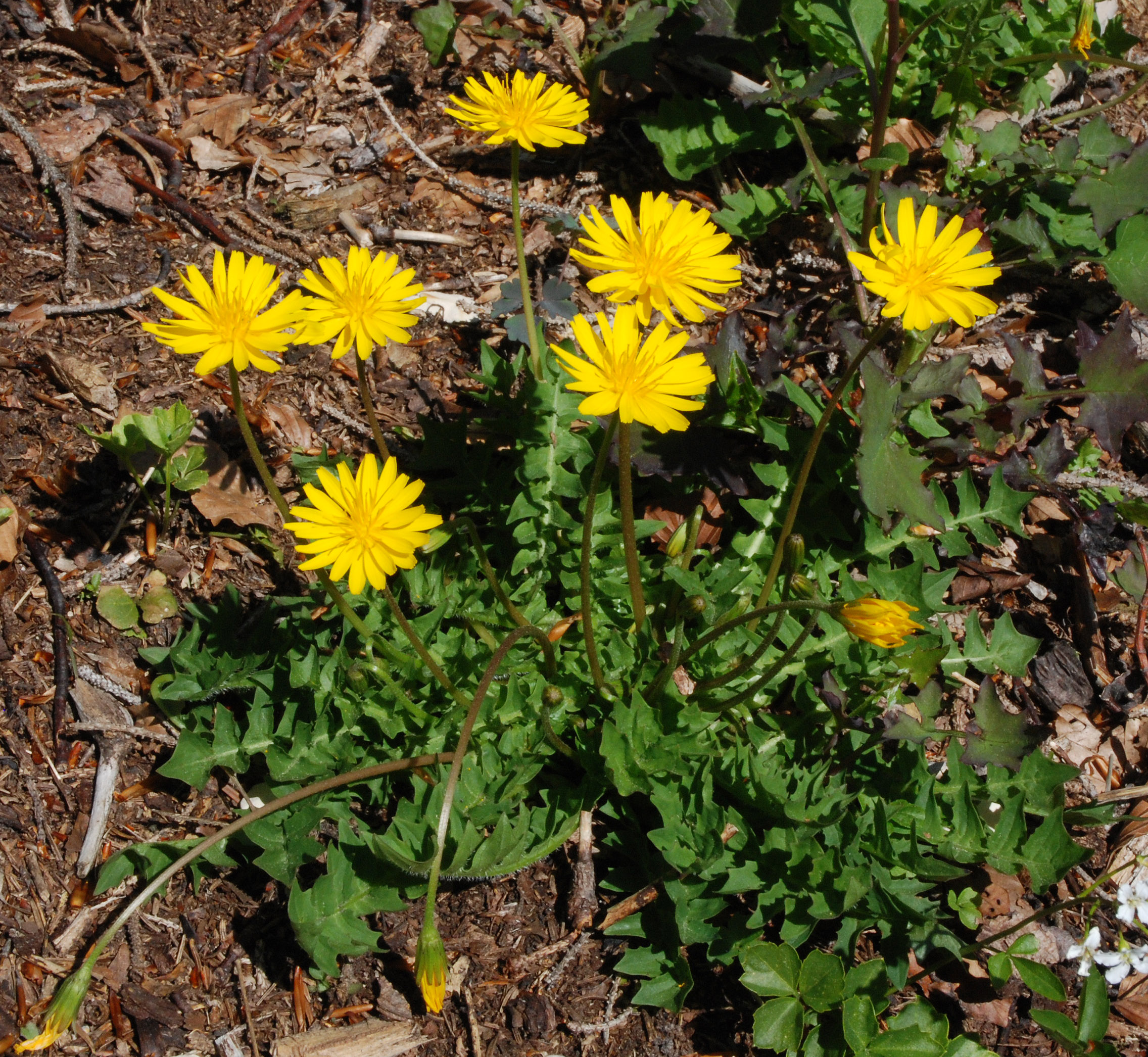
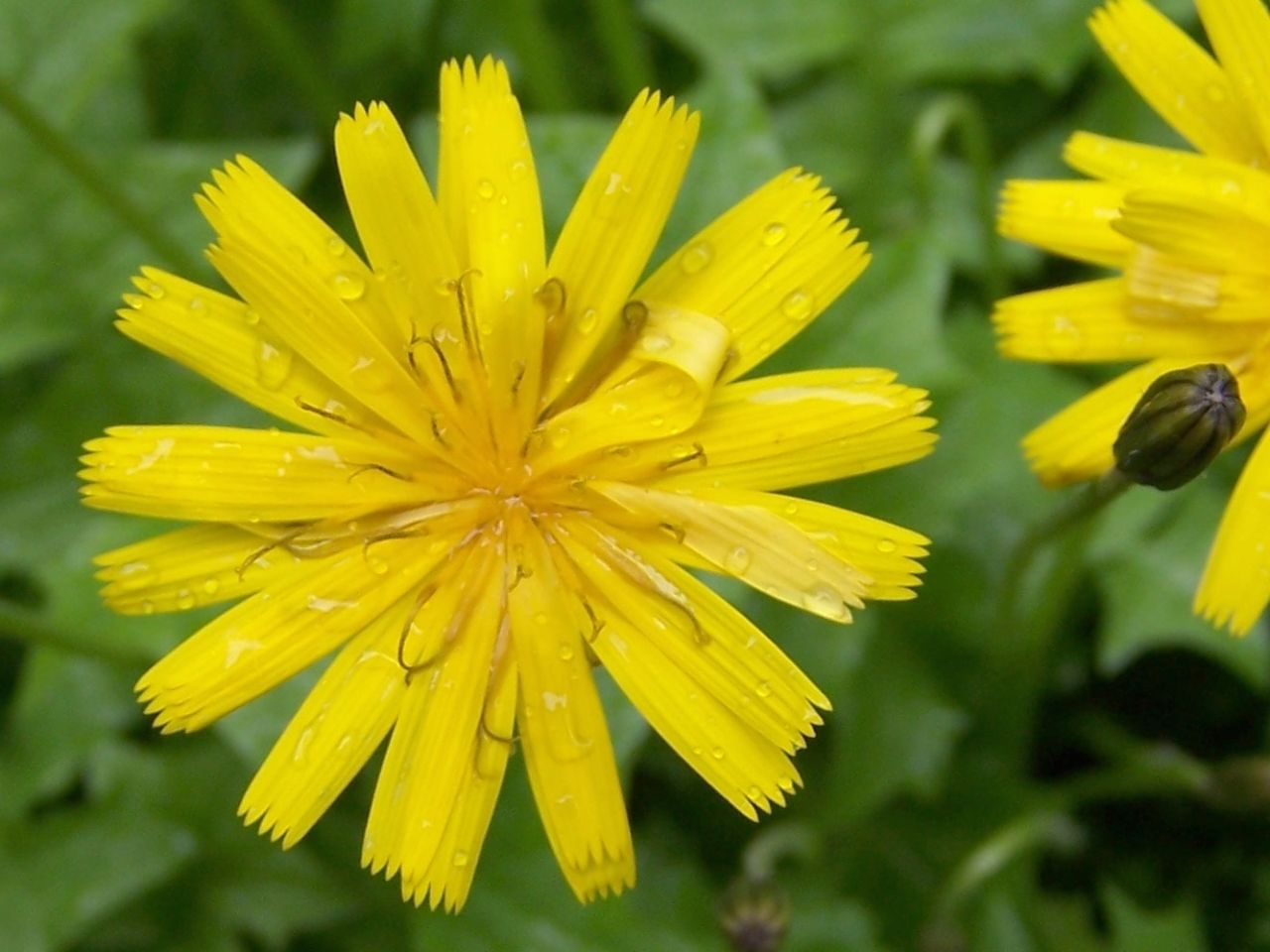

## Taxonomía
El género fue descrito por Noël Martin Joseph de Necker ex Alexandre Henri Gabriel de Cassini y publicado en Dict. Sci. Nat., vol. 48, p.427, en el año 1827